# Andruw Jones
Andruw Rudolf Jones (Willemstad, 23 aprile 1977) è un giocatore di baseball olandese, nato a Curaçao nelle ex Antille Olandesi.

## Risultati
Andruw Jones è noto per le sue qualità difensive. ha vinto il Guanto d'oro (Rawlings Gold Glove Award) per 10 stagioni consecutive, dal 1998 al 2007.
Ha partecipato in carriera a 5 edizioni dell'All-Star Game dove nel 2005 vinse il premio come miglior giocatore. Nello stesso anno ha vinto sia il premio Hank Aaron Award come miglior giocatore offensivo della National League che il Silver Slugger Award.

## Carriera
Jones ha fatto il suo debutto nella Major League Baseball (MLB) con gli Atlanta Braves nel 1996. Nello stesso anno divenne il più giovane giocatore nella storia della MLB a battere un fuoricampo nelle World Series.
Nel 1997, nella sua prima stagione completa con i Braves, ha chiuso con una media battuta di .231 conditi con 18 fuoricampo, finendo quinto nel voto per il premio Rookie of the Year.
Nel 1998 ha chiuso la stagione con una media battuta di .275 e 26 fuoricampo.
Nella stagione 1999 avvenne l'esplosione di Andruw che chiuse con 31 fuoricampo, una media battuta di .300, 89 RBI e 94 punti segnati.
Nella stagione 2000 Jones, oltre ad essere uno dei migliori difensori, divenne uno dei più forti giocatori offensivi, chiudendo la stagione con 36 fuoricampo (11° nella National League) e 104 RBI e giocando il suo primo dei 5 All-Star Game.
Nella stagione 2001 chiuse con 34 fuoricampo, 104 RBI e 104 punti segnati.
Fine al 2005 Jones si attestò fra i migliori giocatori della lega, mentre nel 2005 chiuse la stagione alla grande: primo nella National League in fuoricampo (51) e RBI (128), vinse l'Hank Aaron Award come miglior giocatore offensivo della lega, e arrivò secondo nel premio MVP dietro Albert Pujols.
Con la nazionale di baseball dei Paesi Bassi ha disputato il World Baseball Classic 2006.
Dal 2007 ha girato in varie squadre fino all'approdo ai New York Yankees nel 2011.
Diventato free agent al termine della stagione 2012, a dicembre 2012 ha firmato un contratto annuale con i Tohoku Rakuten Golden Eagles della Nippon Professional Baseball.

## Riconoscimenti
- 5 convocazioni all'All-Star Game (2000, 2002, 2003, 2005, 2006)
- 10 Guanti d'oro (1998, 1999, 2000, 2001, 2002, 2003, 2004, 2005, 2006, 2007)
- 1º nella National League in fuoricampo (2005)
- 1 Silver Slugger Award (2005)
- 1 Hank Aaron Award (2005)
- 1 Babe Ruth Home Run Award (2005)